# Yes!Card
〈yes!!〉card 是《Yes!》出版社以香港和其他國家地區流行中的明星、歌手等的 card，每張為港幣1元，由64期開始1張港幣2元。一般來講，〈yes!!〉card 的正面通常為該明星的照片，後面則是該明星的相關資料或歌曲又或者是該明星的拼圖。（如果是透明卡的話，後面是透明）現時最新的版本為「第115期」。

## 特色
〈yes!!〉card 每3個星期出一次，共有七類卡款：普通卡，閃金簽名卡(分為金簽、銀簽及彩簽)，閃底卡，夜光卡，幻燈卡，透明卡（第25発、第26発、第32発、第33発、第37発及第38発則沒有幻燈卡），閃簽夜光卡（只限第34発及第35発），資料源自《Yes!》網頁及974期《Yes!》。

### 卡種
- 白卡
- 普通卡
- 閃金簽名卡
- 閃底卡
- 夜光卡
- 幻燈卡（第25発、第26発、第32発、第33発、第37発及第38発則沒有幻燈卡）
- 閃簽夜光卡（第34発、第35発、第42発及第43発則沒有幻燈卡）
- 銀卡（第43発、第44発）
- 透明卡

## 〈yes!!〉card 與社會文化
〈yes!!〉card 每3星期出版一次，其銷量是成為藝人受歡迎與否的指標，例如 Yes! 已經為出道不足一年的G.E.M.鄧紫棋發行Sweetie G.E.M.的專輯卡已「火速售罄」（根據官方的調查）。例如從第3 4 的〈yes!!〉card 來看，會發現最有收藏價值的幻燈卡及夜光卡都是香港2009年最流行的明星：張敬軒、鄧麗欣、謝安琪、飛輪海、古巨基、HotCha等，難免會令人認為 Yes! 是「見人紅就力銷其產品，見人淡就放棄其產品」。另外，有一部分人會專收藏〈yes!!〉card 作為留念或價高轉售。因而令〈yes!!〉card 成為人們不單只是為了追捧該明星的商品，而是投資品。

## 銷售地點
- Yes Station

- 美國冒險樂園

- 各大小文具店（指定銷售商）

每期都有不同的 Yes! 贈品可供換領：如5R相、間尺、八達通套、文件夹 (文具)等。只要持有最新一期（由第 12 発，2017 年 1 月 26 日開始）的指定數量〈yes!!〉card ，再到下列地方：
- 美國冒險樂園

- 指定〈yes!!〉card 經銷商

就可以換領。要注意的是如要換領即期的贈品就必須要最新一期的〈yes!!〉card ，逾期可能不獲換領。

### 〈yes!!〉card 禮物換領指引
由第2 7発開始，〈yes!!〉card 實施了〈yes!!〉card 禮物換領指引，即是每個人每樣禮物最多可換領2份禮物，總數不可多於6份，例:
- 禮物1：2份
- 禮物2：2份
- 5R相：2份
  - 總數不可多於6份
- 如果多於6份，需重新輪候(00)

## 外部連結
- 官方網站  （页面存档备份，存于）
- Instagram
- Facebook （页面存档备份，存于）
- YouTube Channel （页面存档备份，存于）